# В лесах (роман)
«В леса́х» — 1200-страничный роман Павла Мельникова-Печерского. Публиковался Михаилом Катковым в журнале «Русский вестник» в 1871—1874 годах. Вместе с романом 1881 года «На горах» образует дилогию, своеобразную энциклопедию старообрядческой жизни. Обычно издаётся в двух книгах.
«В лесах» — это панорамный (в масштабе эпопеи) взгляд автора на жизнь старообрядцев в Заволжье середины XIX века. Рассказаны истории «тысячника» (богатея) Потапа Максимыча Чапурина и нескольких купеческих родов в течение первого пореформенного десятилетия. Показаны жизнь Комаровской обители и паломничество богомольцев к Китежу. Среди изображённых событий — реальный старообрядческий собор, организованный в Комарове по инициативе игуменьи Манефы для решения вопроса о присоединении керженецких насельников к Белокриницкой архиепископии.
Первоначально Мельников-Печерский опубликовал в «Русском вестнике» рассказ «За Волгой», составивший 1—13 главы романа. Впоследствии были дописаны рассказы о путешествии Чапурина на Ветлугу, его пребывании в Красноярском скиту, вводилась сюжетная линия Колышкина; они составили 14—17 главы. На этом этапе автор писал очерки и рассказы, не предполагая переход в крупную форму, вследствие чего не имел не только плана повествования, но даже представления о ширине развития действия и желаемом финале. Составлять хоть какой-нибудь план и придерживаться его Мельников-Печерский стал только на завершающем этапе работы — около 1872 года. По завершении романа в 1875 году Мельников-Печерский объявил, что это «не новое, собственно говоря, произведение, это продолжение тех очерков и рассказов, что под общим заглавием „В лесах“ помещались в „Русском вестнике“…».
Отсутствие плана породило в романе «В лесах», так же как и в его продолжении «На горах», известную двойственность замысла. Писатель с самого начала стремился придать своему роману характер широкой картины жизни народа, постоянного проявления её вечных, стихийных «начал». Здесь даже встречаются языческие элементы, противоречащие всему содержанию романа, живописующего жизнь старообрядцев. Отвлечённый замысел был реализован реалистическими средствами и реалистической обрисовкой характеров. Фольклор сыграл огромную роль при речевой характеристике героев, фольклорный элемент позволил строить индивидуальные характеристики. «Мельников-Печерский изображает характеры ряда своих героев в развитии, движении. Страстная и гордая Матрёна становится строгой и распорядительной Манефой, весёлая Флёнушка — властной и суровой игуменьей, тихая и ласковая Настя — смелой и решительной защитницей своего права на свободу чувства, покорный и богобоязненный Алексей — чёрствым приобретателем и циничным фатом. И все эти перемены ярко отражаются в речи героев». Колоссальный размах действия романа контрастирует с хронологической ограниченностью: всё действие подчинено календарю, начинается крещенским сочельником (5 января) и кончается 22 октября (Казанская Богородица), в которую «венцом девицам голову кроют» и венчают Парашу с Василием Борисычем.
Особое место в ткани романа занимали народные русские легенды, в первую очередь о граде Китеже. Судя по исследованию В. Ф. Соколовой, впервые к этой легенде Мельников обратился ещё в 1840 году, о чём докладывал в рапорте директору училищ Нижнего Новгорода. Публикация «Китежского летописца» в «Москвитянине» в 1843 году придала легенде канонический вид. Мельников придерживался версии дохристианской природы поверий вокруг озера Светлояр, что было подтверждено исследованиями 1930-х годов. А. С. Гациский в 1876 году посетил озеро Светлояр на Иванов день, и описал полуязыческие действа, хорошо соотносившиеся с суждениями Мельникова. Очерк Гациского был опубликован в журнале «Древняя и новая Россия». Использовал Мельников и образ Беловодья, именно он в 1839 году в «Нижегородских губернских ведомостях» опубликовал первую сводку легенды. В «Очерках поповщины» он опубликовал её первоисточник — так называемого «Путешественника».
Публикация романа вызвала несколько конфликтов автора с редакцией из-за размера гонорара, который являлся не последним стимулом для создания объёмного текста. В октябре 1872 года Мельников сообщал жене, что потребовал плату в 250 рублей за лист. Отчасти амбиции порождались летней поездкой в Петербург, где «разные фрейлины восхищаются моими сиволапыми мужиками и раскольничьими монахинями, которых, если бы они предстали живьём, конечно, и близко к себе не подпустили бы». В 1873 году, когда журнальная публикация ещё не была окончена, к Мельникову уже начали поступать предложения по книжному изданию. Д. Кожанчиков предложил ему 10 000 рублей за тираж в 5000 экземпляров, но с уплатой по частям. Мельников в ответ запросил 15 000, но согласился бы и на десять, если бы сумма была предоставлена единовременно. В конце концов в 1875 году Мельников опубликовал роман за собственный счёт, причём нераспроданный тираж ушёл М. О. Вольфу. 1 мая 1881 года Вольф выплатил Мельникову 4000 рублей за право выпуска второго издания «В лесах» и сборника рассказов.
Современники, особенно славянофильских взглядов, хвалили роман за красочный народный язык и глубокое погружение в русский фольклор. Книга имела большой успех даже в высших кругах, так что отдельное издание 1875 года автор посвятил престолонаследнику. Среди писателей, на формирование которых повлияла мельниковская дилогия, — Владимир Короленко и Павел Бажов. Михаил Нестеров проиллюстрировал романы картинами «В лесах» и «На горах» (а также «Соловей поёт» и «За Волгой»). Владимир Бельский, написавший либретто к «Сказанию о невидимом граде Китеже и деве Февронии» Римского-Корсакова, использовал «В лесах» в качестве одного из своих источников.
Аннинский следующим образом характеризовал роман:

Всё-таки аналогии стилистике Андрея Печерского надо искать не столько в психологической прозе, сколько в старорусской живописи: в иконе и фреске. Ясность тонов, определённость красок, «заливка» и «плавь», игра — лишь в пределах канона. «Тёмные леса», «тёплые горницы»… Взять пейзажи Печерского, самый их ритм: от них ощущение — как от иконописи: вот условные «палаты», вот рифмующиеся «древеса» и «лещады»…
Герой, проходящий через серию «испытаний», не столько развивается как характер или личность, сколько выявляет свое лицо, свою «тему», свою «судьбу» в разных положениях. Эпизоды нанизываются по логике «хожения».
Дмитрий Быков характеризует «В лесах» как «прообраз фэнтези» — новаторский опыт создания национального мифа на старообрядческом материале, с интонациями русской сказки. Вместе с тем современного читателя от книги Мельникова могут оттолкнуть сказовая манера с условно-былинными персонажами, неспешное развитие действия, специфичный этнографический колорит, олеографичная идеализация архаики («патриархальных форм старообрядческого быта и домостроевских семейных устоев»).